# Меморандум Народног одбора
Меморандум Народног одбора је назив писма које је 1. новембра 1942. године Адолфу Хитлеру послала група од три политичара муслимана (Узеир Хаџихасановић, Мустафа Софтић и Суљага Салихагић) у којем су изразили своје незадовољство положајем муслимана у НДХ и изнели предлог одлука које би Хитлер требало да подржи да би се задовољили интереси муслимана у Босни и Херцеговини.

## Текст меморандума
Текст меморандума се састоји од осам тачака. 